# Utópia

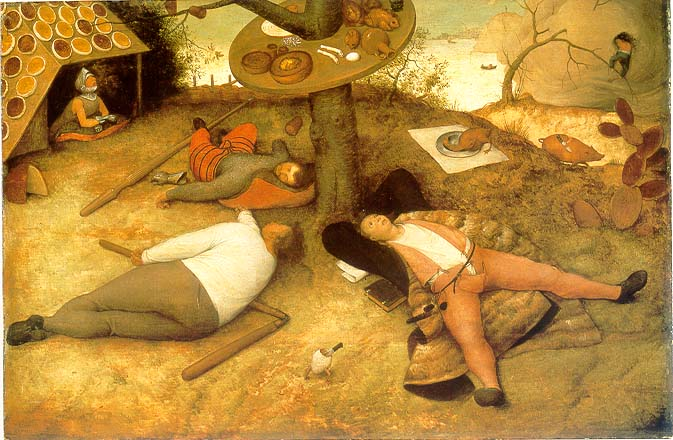
Egy népi utópia: részlet Brueghel Cockaigne földje című festményén (1567)

Az utópia többnyire jövőbeli, a tökéleteshez közeli fejlettségi szinten álló emberi társadalmat, illetve egy ilyen társadalmat leíró irodalmi művet jelent.
Az utópiának pozitív jelentése van, mint egy ideális társadalom (vagy állapot) normatív társadalmi ideálja.

## Etimológia
A szó eredete szerint görög. Az „utópia” kifejezés két görög szó, a „nem” (ou – ου) és „föld / hely” (toposz – τόπος) egyesítéséből származik, a jelentése „seholsem” vagy „sehol-hely”. A szót úgy alkották meg, hogy az eutopia (annyit tesz: jó hely) szóra is hasonlítson. Az eredeti kontextusban a szó mindkét jelentéstartalommal bírt, a kétértelműség azóta is jellemzi a fogalmat.
Az utópia szót Morus Tamás használta először 1516-ban megjelent De Optimo Reipublicae Statu deque Nova Insula Utopia (közismert rövidebb nevén „Utópia”) című könyve címében.

## Irodalmi utópiák
Formája szerint a klasszikus utópia úti beszámoló. Többnyire egy eltévedt vagy balesetet szenvedett utazó számol be valamilyen egzotikus vidéken, többnyire egy szigeten átélt élményeiről. Fontos, hogy az utópia színhelyére nem lehet szándékosan elutazni, oda csak rendkívüli körülmények miatt – baleset, hajótörés – kerül a főhős. Ezáltal szakadás van az aktuális világ és az utópia világa között, az olvasó kikerül a mindennapokból. Az utazó szemüvegén keresztül a másik világ övétől különböző társadalmi viszonyait láthatja. Furcsaságok és kalandok sorozata következik, majd az utazó megérkezéséhez hasonló csodálatos körülmények között visszatér indulási országába.
(A nagy földrajzi felfedezések korában rendszeresen jelentek meg színes beszámolók az Új Világról. Az irodalmi művek ezeknek a stílusában íródtak. A sziget motívuma másrészt a nyugat-európai politikai közbeszédben utalásul szolgált Angliára.)
Az utópia tükörként szolgál: a másik világ furcsaságai a saját világ jellemzőit új színben tüntetik föl, eltávolítják az olvasótól, relativizálják azokat.
Ha a két világ – az utópia világa és az olvasó aktuális világa – közötti különbséget tekintjük, kétféle utópiatípust különböztethetünk meg: 
- a pozitív utópiákban a fiktív világ jobb, mint a létező;
- a negatív utópiában (másként disztópia) rosszabb. A negatív utópia gyakran ironikus.
- Az ellenutópia vagy antiutópia pedig egy adott utópikus elképzeléssel ellentétes világot jelenít meg – ilyen viszony van például Edward Bellamy Visszatekintés [Looking backward] és William Morris Hírek Seholországból [News from Nowhere] című könyve között, de gyakran tartják Aldous Huxley Szép új világát H. G. Wells utópikus műveire írt kritikának, ellenutópiának.

A furcsaságok eredete szerint szintén kétféle utópiát különböztethetünk meg: 
- Ha valamilyen valódi, aktuálisan létező társadalmi tendencia valósul meg, teljesedik ki az elképzelt másik világban, akkor mintegy a saját jövőjét láthatja előre az olvasó. Itt időben összekapcsolódik az aktuális és az eljövendő, ezért ez az utópia politikailag orientál, cselekvési alternatívákat mutat. A tudományos előrejelzések szélsőséges esetben efféle utópiává válhatnak.
- Valamilyen absztrakt elv, érték vagy szokás uralma valósul meg. Itt szakadék áll fönn az aktuális és a fiktív világ között. Mivel nem látható előre az esetleges átmenet útja, gyakorlati szempontból ennek kisebb a jelentősége.

## Filozófiai utópiák
A korai állam-utópiák szépirodalmi formájú bölcseletek. A bibliai Paradicsom sokáig a nép utópikus gondolkodásának forrásaként szolgált. A felvilágosodás során az utópikus gondolkodás összekapcsolódott a társadalmi haladás fogalmával. Történetfilozófiai problémává válik az utópia és az aktuálisan fennálló társadalmi viszonyok közötti kapcsolat, az átmenet lehetősége, illetve lehetetlensége. A különféle kommunisztikus mozgalmak gyakran kísérelték meg egy-egy utópia megvalósítását.
A tudományos előrejelzések szélsőséges esetben utópiává válnak.

## A késői reneszánsz nagy utópiáinak nevelése

### Morus és Campanella utópiái
Az ember alaptermészete: a boldogságkeresés. A társadalom az általános boldogság felé törekszik, de amit elér, az mindig a maga ellentétébe csap át. Emberi reagálás: elvágyakozás a szolgai létből egy idealizált világba, az utópia megteremtés. Ami a jelenben hiány, az az utópiába belekonstruálódik. Morus és Campanella társadalmát diszharmonikus működés jellemezte. A fennálló rend helyett egy másikat teremtettek. Egy nem létező helyen: egy eldugott, lakatlan szigeten megalapítják a maguk társadalmát. A fiktív valóság, akár ’tökéletes’ is lehet, ahol a boldogság megvalósítható. Az utópiák társadalmát áthatja egyfajta tökéletesség-keresés. Ehhez elkerülhetetlen a tanulási folyamat: hogy az állampolgárok hajlamai megfelelően fejlődjenek ki, hogy erényesen éljenek, hogy csak a jót válasszák. A boldogságra nevelés szigorúan szabályozott. Campanellánál szigorú szabályok vannak a családtervezést illetően: már fogantatáskor szabályozva van, hogy jó fajta jöjjön létre. S vegyítik a különböző tulajdonságokat: a nagy képzeletű és szeszélyes férfiakat kövér, nyugodt, szelíd természetű nőkkel hozzák össze.
Morusnál a papok – akik a sok gondolkodás eredményeképpen gyengébb életösztönnel rendelkeznek – kapják a legkiválóbb asszonyokat, mert máskülönben satnyább utódokat nemzenének. A gyermekek nehéz helyzete: idő előtt elválasztják őket az anyáktól, megfosztva őket attól, hogy az egyéni bánásmód következményeképpen kialakuljon a személyiségük. Éheztetik és lehullott morzsákkal táplálják őket. A fiatalok szolgálják az idősebbeket, és azt esznek, amit az idősebbek nyújtanak nekik. Az öregeknek, felügyelőknek az a feladatuk, hogy a fiatalokat rendszabályozzák; büntetés adható már a legkisebb engedékenységért. Kisebb bűnök esetén csak megfenyítés történik, de súlyosabb bűnök elkövetésekor a közerkölcs védelmében nyilvános büntetésekre van szükség. A véletlennek kártékony hatását se a Napváros, se a Sehol szigetiek sem engedik meg: mindenben szigorú szabályok kötik a gyerekek fejlődését, életüknek szigorú törvényekkel körbebástyázott jellege van. Legyen szó étkezésről, öltözködésről, játszásról, munkáról. (Nincsen egyéni ízlés kialakítására mód; azonos ruházkodás, azonos városszerkezet, azonos ízű ételek…)
A gyerekeket mondhatni idomítják arra, hogy engedelmes tagjaivá váljanak a társadalomnak: fiatalon munkába fogják őket, Burrhus Frederic Skinner módszeréhez hasonlóan, az embereket idomítják, mintha patkányok lennének: büntetik (megvonják tőlük az élelmet) és jutalmazzák (ötéves kortól fizetést kapnak, az elvégzett munkájukért). Már idejében megtanulják, hogy az egyéni igények, a saját választás, a más eszmék iránti rajongás rossz. Kiskortól kezdve belenevelik az engedelmességet, a tiszteletet, a kötelességet, hogy majd felnőve a társadalom teljes értékű, boldog tagjává váljanak. A papok feladata, hogy az üdvös és áldásos elveket a fogékony gyermeki lelkekbe már kicsi kortól elhintsék. Ha egyszer aztán belevésődtek a gyermekekbe, elkísérik őket egész életükben, és az állam fönntartásában nagy szerepet játszanak. A gyerek a köztársaság tulajdona. Arra a szakmaválasztásra kötelezték őket, amelyre a társadalomnak szüksége volt. Már kisgyermekkortól kezdve munkára (kötelességeinek teljesítésére) nevelték őket (tétlenkedés, henyélés kizárva a mindennapjaikból, nehogy alkalmuk legyen az önálló gondolkodásra). Egy olyan gyerekkor az övék, ahol még a játék is kötelező, így nem alakulhat ki az éntudat. Már ott belevésték felnövekvő fiatalság gondolkodásába, hogy a társadalom boldogsága a legfontosabb. A felnőtteket sem kezelik másképpen: akik szabályt sértenek, szigorú büntetésekkel sújtják, nehogy elfelejtsék, hogy hol a helyük a társadalomban. S így nem jönnek rá, hogy ugyanolyan szolgai világban élnek, amelyből elvágyakoztak.

## Híres utópiák és disztópiák

### Az irodalomban
- Platón: Állam (kb. i. e. 395)
- Morus Tamás: Utópia (1516)
- Tommaso Campanella: A Nap városa (másként Napváros) (1602)
- Francis Bacon: Az új Atlantisz (1627)
- Cyrano de Bergerac: Holdbéli utazás (1657)
- Jonathan Swift: Gulliver utazásai (1726)
- Voltaire: Candide (1759)

- Étienne Cabet: Utazás Ikáriába (1839)

- Samuel Butler: Meslohes (angolul Erewhon) (1872)

- Fjodor Mihajlovics Dosztojevszkij: Egy nevetséges ember álma (1876)
- Madách Imre: Az ember tragédiája – a falanszterjelenet
- Jules Verne: Sándor Mátyás – Antekirtta (1885)
- Jókai Mór: Fekete gyémántok – delejország
- Jókai Mór: Az arany ember – Senki szigete
- Jókai Mór: A jövő század regénye
- Samuel Butler: Erewhon revisited (1900)
- Karinthy Frigyes: Utazás Faremidóba (1916)
- Jevgenyij Zamjatyin: Mi (1921)
- Aldous Huxley: Szép új világ (1932)
- Karel Čapek: Harc a szalamandrákkal (1936)
- Szathmáry Sándor: Kazohinia (1941)
- George Orwell: 1984 (1948)
- Kurt Vonnegut: Utópia 14 (1952)
- Ray Bradbury: 451° Fahrenheit (1954)
- Anthony Burgess: Mechanikus narancs (1962)
- Déry Tibor: G.A. úr X.-ben (1964)
- Stanisław Lem: Kiberiáda (1967)
- Arthur C. Clarke: 2001: Űrodüsszeia (1968)
- Robert Merle: Malevil (1972)
- Ernest Callenbach: Ecotopia (1975)
- Margaret Atwood: A szolgálólány meséje (1985)
- Vlagyimir Vojnovics: Moszkva 2042 (1986)
- Lois Lowry: Az emlékek őre (1993)
- Lois Lowry: Valahol messze (1993)
- Lois Lowry: A hírvivő (2004)
- Ben Elton: Vakvilág (2007)
- Stephenie Meyer: A burok (2008)
- és lásd még: sci-fi műfaj

### A filmekben
- Metropolis (r.: Fritz Lang) (1927)
- Alphaville (r.: Jean-Luc Godard) (1965)
- 451° Fahrenheit (r.: François Truffaut) (1966)
- 2001: Űrodüsszeia (r.: Stanley Kubrick) (1968)
- THX-1138 (r.: George Lucas) (1971)
- Mechanikus narancs (r.: Stanley Kubrick) (1972)
- Malevil (r.: Christian de Chalonge) (1981)
- 1984 (r.: Michael Radford) (1984)
- Brazil (r.: Terry Gilliam) (1985)
- 12 majom (r.: Terry Gilliam) (1995)
- Gattaca (r.: Andrew Nicol) (1997)
- Mátrix (1999); Mátrix – Újratöltve (2003); Mátrix – Forradalmak (2003) (r.: Andy Wachowski és Larry Wachowski)
- A.I. Mesterséges értelem (r.: Steven Spielberg) (2001)
- Equlibrium (r.: Kurt Wimmer) (2002)
- Az ember gyermeke (r.: Alfonso Cuarón) (2006)
- A burok (r.: Andrew Niccol) (2013)
- Ready Player One (r.: Steven Spielberg) (2018)